# Fritz Todt
Fritz Todt (Pforzheim, 4 de setembro de 1891 — 8 de fevereiro de 1942) foi um engenheiro alemão e uma peça fundamental do Nazismo, ele foi o responsável por fundar a Organização Todt. Morreu durante a Segunda Guerra Mundial, após o avião em que seguia ter-se despenhado.

## Biografia
Fritz Todt nasceu em Pforzheim, filho de proprietário de uma pequena fábrica. Estudou engenharia em Karlsruhe e na Escola de Estudos Técnicos Avançados de Munique. Participou na Primeira Guerra Mundial, inicialmente na infantaria e mais tarde como observador para a força aérea, ganhando assim a Cruz de Ferro. Após a guerra terminou os seus estudos em 1920 e entrou para a companhia de engenharia civil Sager & Woerner.
Em 5 de Janeiro de 1922 se filiou ao NSDAP (Partido Nazista). Tornou-se num Oberführer (General de Brigada) na Sturmabteilung (SA), comandado então por Ernst Röhm, em 1931 e completou o seu doutoramento (em "Fehlerquellen beim Bau von Landstraßendecken aus Teer und Asphalt").
Após Hitler tornar-se Chanceler (Reichskanzler) em 30 de Janeiro de 1933, Todt tornou-se (em Julho) "Generalinspektor für das deutsche Straßenwesen" (Inspector Geral das Auto-estradas Alemãs) e ficou envolvido na nova empresa de construção (Reichsautobahnen). Mais tarde tornou-se "Leiter des Hauptamts für Technik in der Reichsleitung der NSDAP" (Director de Engenharia na Administração do Reich da NSDAP). Com privilégios especiais, foi permitido a Todt possuir um poder considerável.
Em 1938, fundou a Organisation Todt (OT), juntando assim departamentos governamentais, empresas privadas e o "Reichsarbeitsdienst" (Serviço de Trabalho do Reich), para a construção da "Parede de Leste", mais tarde renomeada "Linha Siegfried" para a defesa do território do Reich. Em 17 de Março de 1940, foi apontado como "Reichsminister für Bewaffnung und Munition" (Ministro do Armamento e Munições do Reich) e tomou conta do trabalho da Organisation Todt no território ocupado do Leste. Após da invasão da União Soviética em Junho 1941, foi apontado para organizar a reconstrução das infraestruturas.
Em 1941, ficou mais distante dos comandantes da Wehrmacht e do Reichsmarschall Hermann Göring, o Oberbefehlshaber da Luftwaffe em especial. Continuando próximo de Hitler a este tempo, contudo, após a inspeção da Frente Leste, queixando-se a Hitler que, sem melhor equipamento e fornecimentos para as forças armadas, seria melhor terminar a guerra com a URSS. Inevitável, Hitler ignorou tal comentário e começou uma ofensiva contra os Soviéticos.
Em 8 de fevereiro de 1942, enquanto estava num voo retornando de um encontro (segundo o livro "Por dentro do III Reich" de Albert Speer - 14 capitulo Entrada no Novo Departamento página 223 - 2° edição 1975) com Hitler em Wolfsschanze ("Toca do lobo") em Rastenburg, o seu avião explodiu e despenhou-se. Sendo sucedido por Albert Speer. Foi enterrado no Cemitério dos Inválidos, localizado na Scharnhorst-Strasse em Berlim. Foi sugerido que Todt foi vítima de uma conspiração de assassinato, suposição não confirmada.